# Звонецкое
Звонецкое (укр. Звонецьке) — село,
Никольский сельский совет,
Солонянский район,
Днепропетровская область,
Украина.
Код КОАТУУ — 1225084303. Население по переписи 2015 года составляло 320 человек .

## Географическое положение
Село Звонецкое находится на правом берегу реки Днепр,
выше по течению на расстоянии в 3 км расположено село Майорка (Днепровский район),
ниже по течению на расстоянии в 0,5 км расположено село Алексеевка.